# NGC 4128
NGC 4128 este o galaxie lenticulară situată în constelația Dragonul. A fost descoperită în 6 aprilie 1793 de către William Herschel. Se află la o distanță de 36,94 de megaparseci de Pământ.